# L'Ours en peluche (roman)
Pour les articles homonymes, voir Ours en peluche (homonymie).
L'Ours en peluche est un roman de Georges Simenon écrit à « Noland », Échandens (canton de Vaud), Suisse en 1960 et paru la même année aux Presses de la Cité. 

## Personnages
- Jean Chabot : gynécologue, directeur de deux cliniques, marié, trois enfants adolescents, 49 ans.
- Christine Chabot : son épouse.
- Viviane Dolomieu : sa secrétaire.
- Emma, « l’ours en peluche » : jeune Alsacienne, garde de nuit à la clinique d’Auteuil.

## Résumé
Le récit comporte sept chapitres.
Le docteur Jean Chabot, professeur et gynécologue de renom, est en apparence un homme comblé. Cependant, en dehors de sa vie professionnelle qui, d'ailleurs, le surmène, l'existence lui est décevante et pénible ; sa vie familiale n'est plus que routine ; il n'a d'autre soutien que Viviane, qui est sa secrétaire et sa maîtresse ; elle le protège comme un enfant.
Une nuit, à la clinique, il découvre par hasard, dans une chambre de service, une jeune garde endormie ; pris de tendresse devant cette chose qui lui paraît aussi innocente qu'un ours en peluche dans un lit d'enfant, il la possède à la dérobée, sans qu'elle soit bien consciente de ce qui lui arrive. Bref instant de bonheur pour lui, qui se renouvellera tout aussi furtivement deux ou trois fois. Jusqu'à ce que l'ours en peluche disparaisse de la clinique. La petite Emma a été congédiée, et lorsqu'elle essaie de l'approcher, Chabot n'empêche pas qu'on l'éloigne de lui. « C'est une intrigante », a dit Viviane. Mais peu de temps après, il apprend par un fait divers du journal qu'étant enceinte, la jeune fille s'est jetée dans la Seine. 
Depuis lors, un inconnu (peut-être un ami ou un parent d'Emma ?) guette les allées et venues du médecin et on trouve des billets le menaçant de mort au pare-brise de sa voiture. Est-ce la crainte du danger ou l'idée devenue plus lancinante du suicide qui, un soir, pousse Chabot à se munir de son revolver ? Il passe la soirée à revoir sa mère, un ami, des lieux familiers. C'est une sorte d'adieu à la vie, une espèce de jeu qui le porte à reconnaître dans chaque personne qu'il rencontre un témoin à charge pour un procès imaginaire. 
Une dernière visite chez Viviane va amener le drame qui sera la solution de son mal : Viviane est en conversation avec un homme, un jeune médecin étranger, connu de Chabot, qu'elle recevait à son insu. Cette intimité, il la ressent comme « une ultime injure » qui lui révèle qu’« il n'a plus besoin de se tuer ». Il décharge son arme : l'homme devient sa victime, et Viviane le dernier témoin de son « long et angoissant cheminement ».

## Aspects particuliers du roman
Roman aux implications médicales nombreuses dont la péripétie, concentrée sur un court laps de temps, se prépare par des retours au passé proche ou lointain du héros. Son crime est le suicide déguisé d’un être que son état dépressif amène à se culpabiliser parce qu’il se montre à tous comme un homme autre qu’il n’est réellement. On notera l’emploi fréquent du tour interrogatif en style indirect libre pour traduire l’analyse introspective du personnage. 

## Espace
- Paris (avenue Henri-Martin, Maternité de Port-Royal, Clinique des Tilleuls à Auteuil).

## Temps
Époque contemporaine.

## Éditions
- Édition originale : Presses de la Cité, 1960
- Livre de Poche, n° 14289, 2002  (ISBN 978-2-253-14289-8)
- « Tout Simenon », tome 10, éd. France Loisirs, 1990, pages 529 à 626  (ISBN 2-7242-6094-5), réédité chez éd. Omnibus, 2002  (ISBN 978-2-258-06051-7).
- Romans durs, tome 10, Omnibus, 2013  (ISBN 978-2-258-09397-3)
- Romans durs, tome 10, Omnibus, 2023  (ISBN 978-2-258-20267-2)

## Adaptations

### Au cinéma
- 1994 : L'Ours en peluche, film franco-italien réalisé par Jacques Deray, avec Alain Delon, Laure Killing, Alexandra Winisky

### À la télévision
- 1982 : L'Ours en peluche, téléfilm français réalisé par Édouard Logereau, avec Claude Rich, Catherine Salviat et Edith Scob

## Source bibliographique
- Maurice Piron, Michel Lemoine, L'Univers de Simenon, guide des romans et nouvelles (1931-1972) de Georges Simenon, Presses de la Cité, 1983, p. 208-209  (ISBN 978-2-258-01152-6)